# Бартош П'ясецький
Бартош П'ясецький  (норв. Bartosz Piasecki, 9 грудня 1986) — норвезький фехтувальник, олімпійський медаліст.

## Виступи на Олімпіадах
| Олімпіада   | Дисципліна      | Місце |
| ----------- | --------------- | ----- |
| Лондон 2012 | шпага, особисті | 2     |